# Het Huis van Mijnheer Sax
Het Huis van Mijnheer Sax (Frans: La Maison de Monsieur Sax) is een klein museum in Wallonië dat zich richt op de nalatenschap van Adolphe Sax (1814-1894), de uitvinder van de saxofoon.
Het museum staat in Dinant in de Belgische provincie Namen, de geboorteplaats van Sax. Naast het museum staan ook andere plekken in Dinant in het teken van de uitvinder. Aan beide zijden van de Charles de Gaulle-brug en op de Patrie d'Adolphe Sax staan een aantal bonte saxofoons als kunstwerk opgesteld. Verder draagt de plaatselijke toeristische folder van de stad de naam "Sax en de City".
Sax bouwde echter meer instrumenten en had een fabriek die op productie was gericht. Op zijn hoogtepunt had hij meer dan tweehonderd arbeiders in dienst. Hij bracht slechts enkele jaren van zijn leven door in Dinant en verbleef verder vooral in Parijs.
Het museum laat de bezoeker op een interactieve manier kennismaken met de saxofoon. Er zijn zowel verschillende saxofoons te beluisteren als het saxofoongeluid in verschillende muziekgenres. Het museum is gratis toegankelijk en dagelijks te bezoeken.
In het muziekmuseum Vleeshuis in Antwerpen is de werkplaats van Adolphe Sax nagebouwd.

## Impressie
|  |  |  |

|  |  |  |